# 6956 Гольбах
6956 Гольбах (6956 Holbach) — астероїд головного поясу, відкритий 13 лютого 1988 року.
Тіссеранів параметр щодо Юпітера — 3,488.